# Bělásek hrachorový
Bělásek hrachorový (Leptidea sinapis) je motýl z čeledi běláskovitých. Jde o jednoho z nejmenších bělásků (30–40 mm). Rozšířen je po celé Evropě, včetně Česka. Housenka motýla se vyvíjí například na hrachoru lučním, odtud název. Samice motýla má čistě bílé zbarvení, samci mají v rozích předních křídel tmavou skvrnu. V Česku je jeho výskyt ohrožen především zalesňováním.

## Podobné druhy
Velmi podobným druhem je vzácnější bělásek východní a bělásek luční.

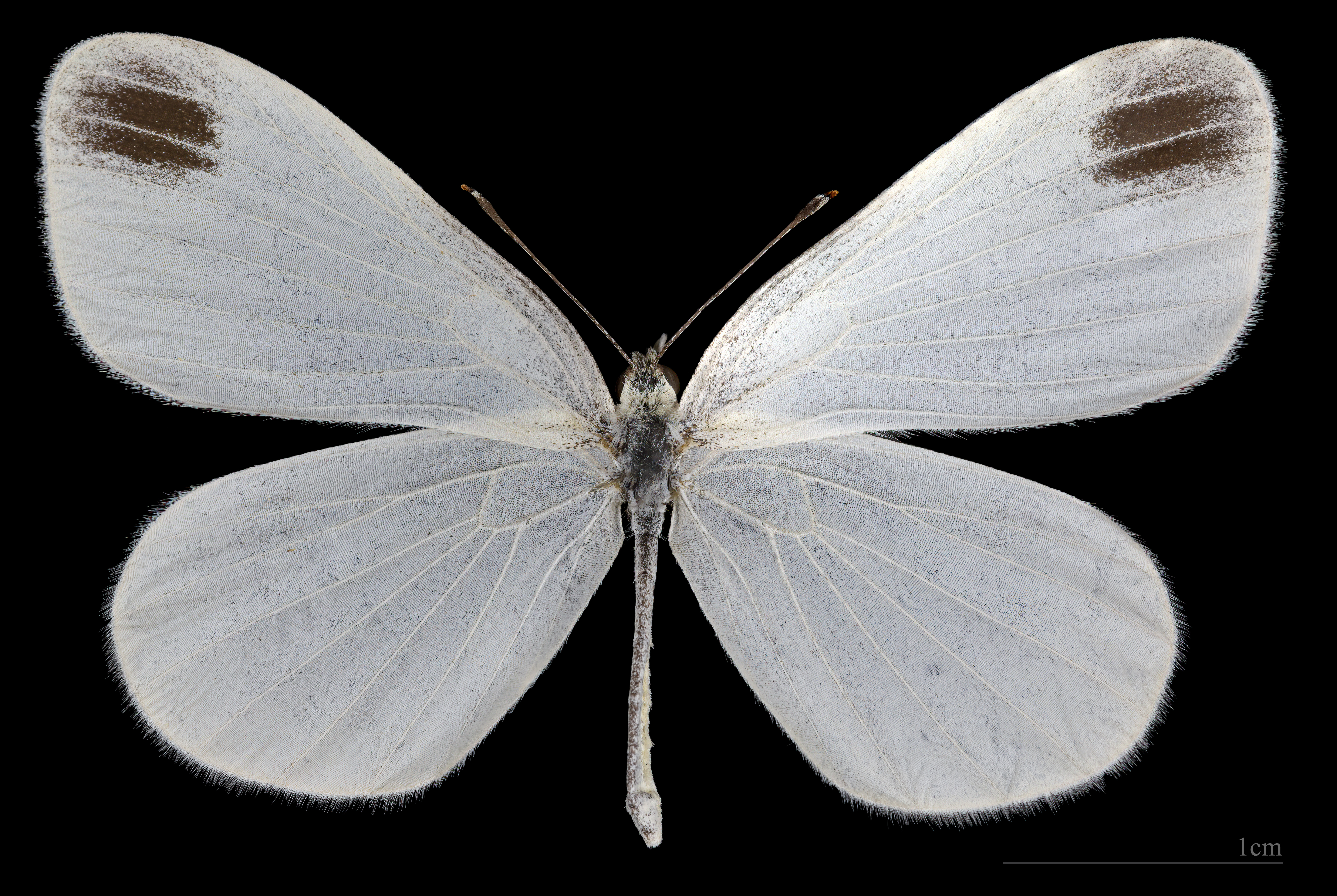
Leptidea sinapis ♂
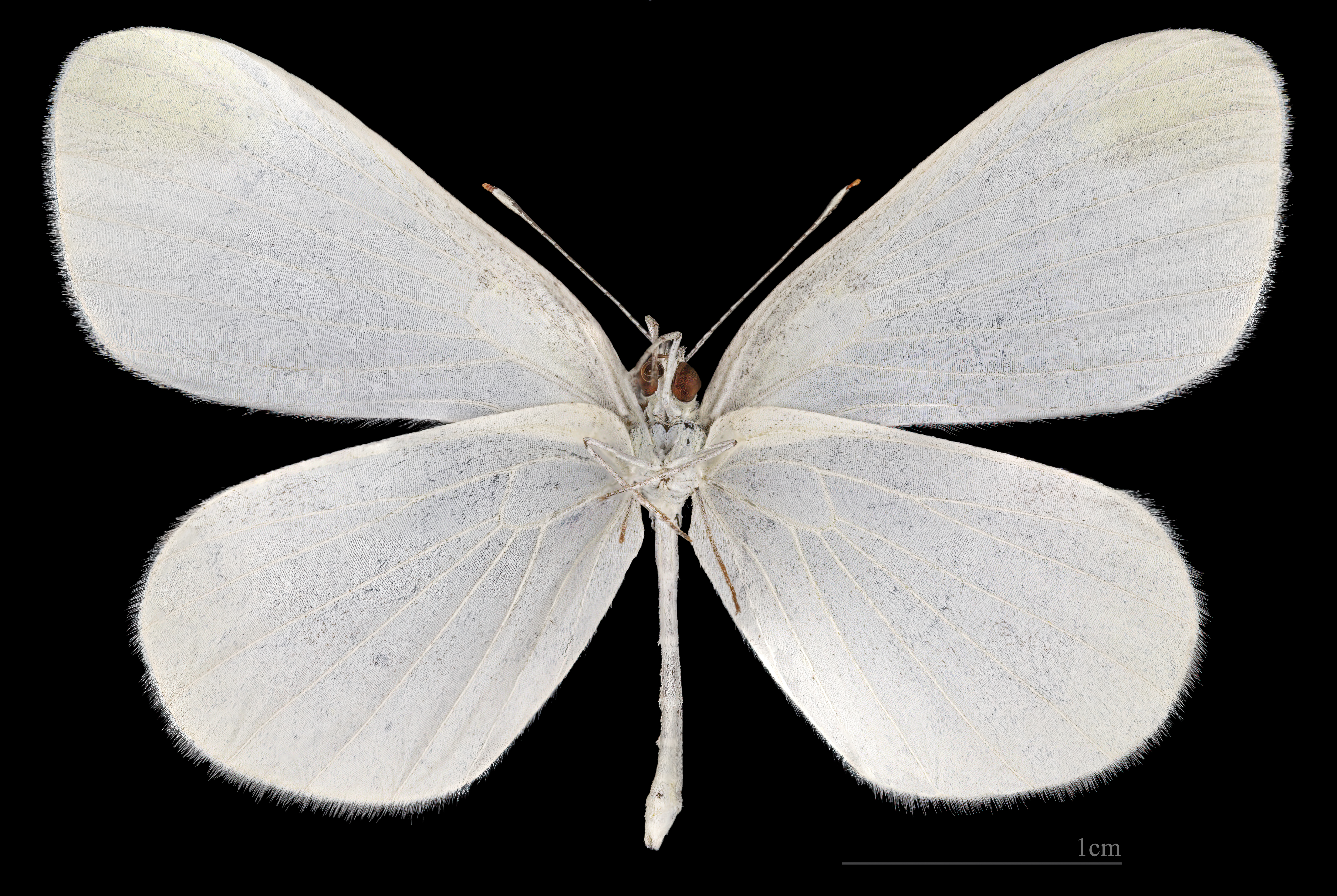
Leptidea sinapis ♂   △
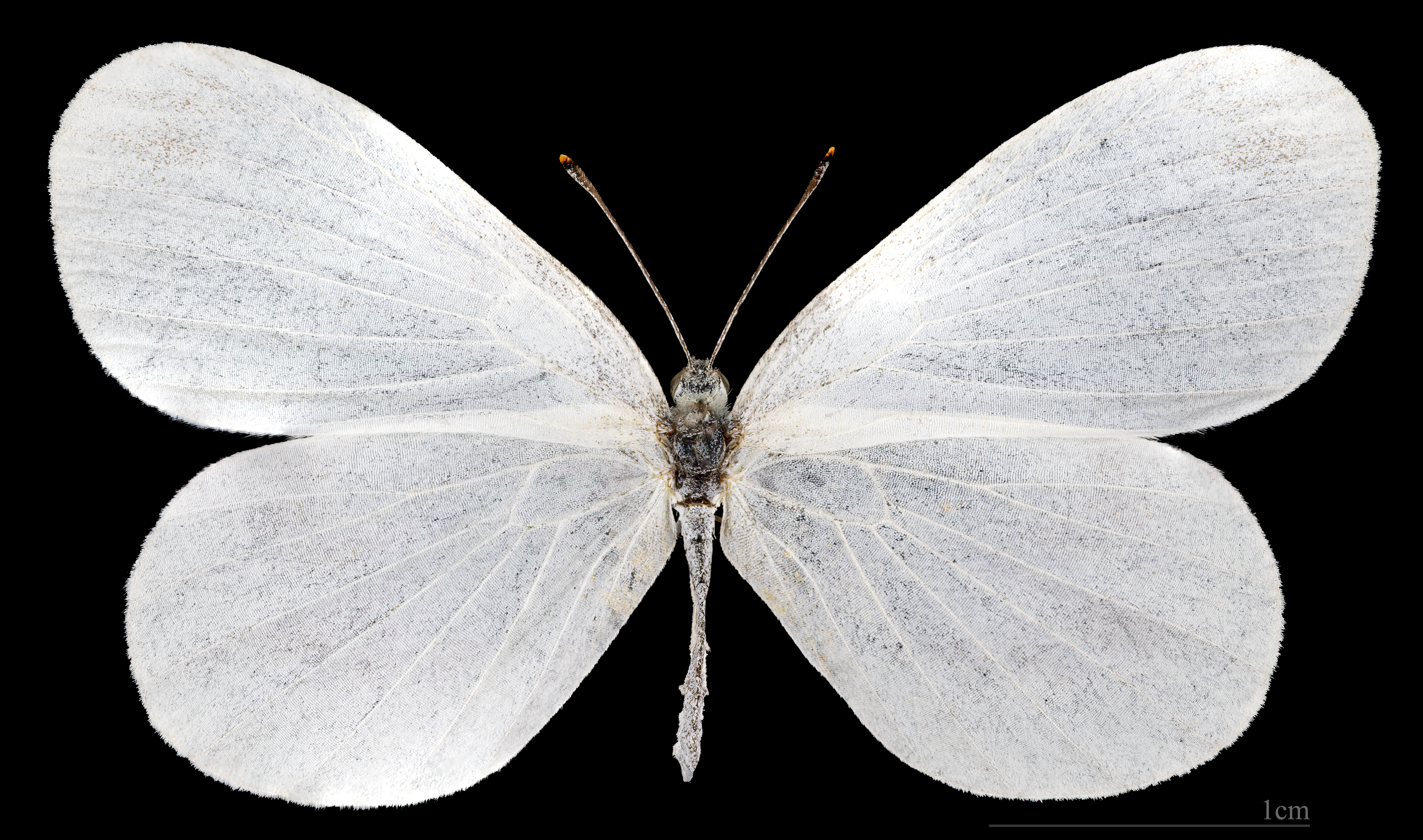
Leptidea sinapis   ♀
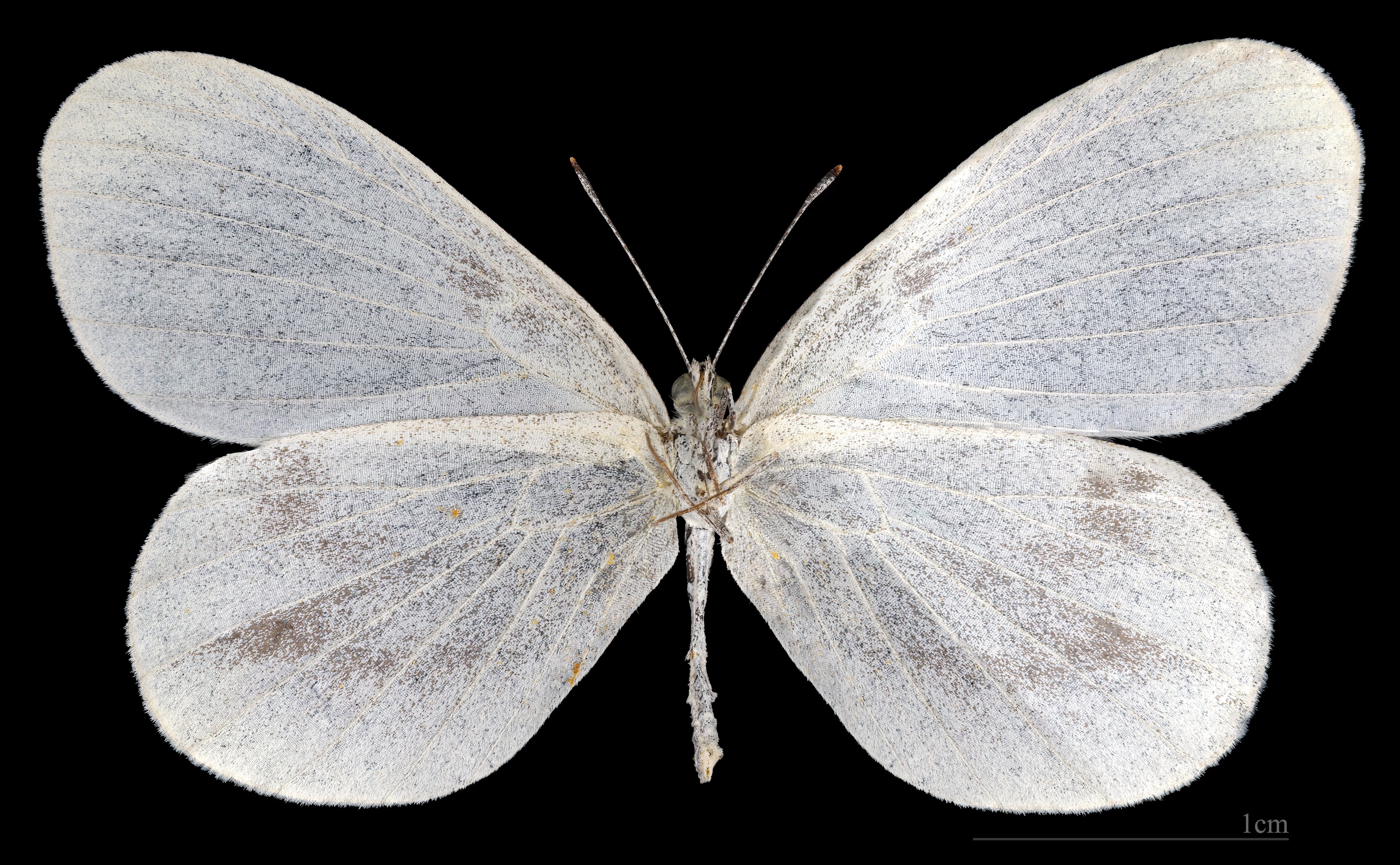
Leptidea sinapis   ♀ △